# Internationaux de Nouvelle-Calédonie 2007
Gli Internationaux de Nouvelle-Calédonie 2007 sono stati un torneo di tennis giocato nel 2007 sul rebound ace con palline Slazenger. Il torneo faceva parte della categoria ATP Challenger Series nell'ambito dell'ATP Challenger Series 2007. Il torneo si è giocato a Nouméa in Nuova Caledonia, dal 1º al 7 gennaio 2007. Il montepremi previsto era di 75 000 $.

## Partecipanti singolare

### Teste di serie
| Nazionalità | Giocatore              | Ranking | Testa di serie |
| ----------- | ---------------------- | ------- | -------------- |
| Francia     | Nicolas Devilder       | 95      | 1              |
| Francia     | Michael Llodra         | 96      | 2              |
| Spagna      | Gorka Fraile           | 136     | 3              |
| Stati Uniti | Michael Russell        | 144     | 4              |
| Francia     | Jean-Christophe Faurel | 157     | 5              |
| Paesi Bassi | Robin Haase            | 167     | 6              |
| Israele     | Noam Okun              | 178     | 7              |
| Francia     | Mathieu Montcourt      | 186     | 8              |

### Altri partecipanti
Giocatori che hanno ricevuto una wild card:
- Jeremy Chardy
- Alexandre Sidorenko
- Sebastien De Chaunac
- Édouard Roger-Vasselin

Giocatori che sono passati dalle qualificazioni:
- Scott Oudsema
- Pavel Šnobel
- Nicholas Monroe

## Partecipanti doppio

### Teste di serie
| Nazionalità | Giocatore       | Nazionalità | Giocatore           | Testa di serie |
| ----------- | --------------- | ----------- | ------------------- | -------------- |
| Italia      | Leonardo Azzaro | Italia      | Flavio Cipolla      | 1              |
| Rep. Ceca   | Jan Mertl       | Rep. Ceca   | Pavel Šnobel        | 2              |
| Paesi Bassi | Robin Haase     | Polonia     | Michal Przysiezny   | 3              |
| Francia     | David Guez      | Francia     | Alexandre Sidorenko | 4              |

### Altri partecipanti
Coppie che hanno ricevuto una wild card:
- Nicolas Frayssinoux /  Philippe Frayssinoux
- Benjamin Balleret /  Jeremy Chardy
- Nicholas Monroe /  Scott Oudsema

## Punti e Montepremi
|           | Vincitore | Finalista | SF     | QF     | 2R     | 1R    | Q |
| --------- | --------- | --------- | ------ | ------ | ------ | ----- | - |
| Punti     | 70        | 49        | 31     | 16     | 7      | 0     | 3 |
| $ Singolo | 10 800 $  | 6360 $    | 3750 $ | 2200 $ | 1290 $ | 780 $ |   |
| $ Doppio  | 4650 $    | 2700 $    | 1620 $ | 960 $  | 540 $  |       |   |

## Campioni

### Singolare
Michael Russell ha battuto in finale  David Guez con il punteggio di 6–0 6–1

### Doppio
Alex Kuznetsov /  Phillip Simmonds hanno battuto in finale  Thierry Ascione /  Édouard Roger-Vasselin con il punteggio di 7–6(5) 6–3